# Urynoskopia
Urynoskopia (z gr. uron – mocz i skopeo – patrzę, oglądam) – dział dawnej wiedzy medycznej, diagnozowanie chorób na podstawie cech moczu. Mocz chorego oglądano w przeźroczystych naczyniach i oceniano jego cechy: wygląd (barwę, mętność), osad, kolor, zapach i smak. Autorem znanej rozprawy o urynoskopii był Johannes Actuarius. Urynoskopię praktykowano od starożytności, jednak najbardziej rozbudowano tę gałąź wiedzy w średniowieczu.